# Гизевиус, Эдуардас Каролис Самуэлис
Эдуардас Каролис Самуэлис Гизевиус (Карл Самуил Эдуард Гизевиюс; лит. Eduardas Karolis Samuelis Gizevijus; 1798—1880) — литовский общественный и культурный деятель Восточной Пруссии, археолог, этнограф, этнолог, переводчик, художник и педагог.

## Биография
Эдуардас Гизевиус родился 11 ноября 1798 года в городе Элке (ныне входит в Элкский повет, Варминьско-Мазурского воеводства на северо-востоке Польши), в семье прусских мазуров, ставших в результате германизации края немцами. Учился в школе города Сейны, затем Тильзита (ныне Советск Калининградской области России). С 1817 по 1821 год Гизевиус изучал право и педагогику в Кёнигсбергском университете.
Получив необходимое образование, Гизевиус в 1819–1825 годах преподавал частным образом в Кёнигсберге, в 1825–1876 годах работал в Тильзите в гимназии(в 1846—1876 годах преподавал литовский язык), часто подвергаясь притеснениям и насмешкам за любовь к литовскому народу. Стал одним из учредителей Общества литовской литературы („Litauische litterarische Gesellschaft“, 1879).
Карл Самуил Эдуард Гизевиус скончался 9 мая 1880 года в городе Тильзите, где и был похоронен.

## Научная деятельность
Труды Гизевиуса по изучению памятников литовской старины и этнографии печатались преимущественно в «Altpreussische Monatsschrift», «Протоколах заседаний Кенигсбергского общества древностей Пруссии» и в «Сообщениях литовского литературного общества». Выдающийся интерес имеют записанные им легенды, напевы литовских песен (дойны), а также описания домашних празднеств и обрядов прусских литовцев. 
Для истории 1812 года весьма важны его «Воспоминания». Эдуард Гизевиус составил коллекции рисунков и видов замечательных в археологическом отношении местностей, в особенности горы Ромбинус близ Тильзита. Его перу принадлежит около 150 полотен, представляющих большую этнографическую ценность. Во время во время Второй мировой войны они были утрачены и в настоящее время познакомиться с творчеством живописца можно только по черно-белым фотоотпечаткам и одном негативе на стекле, которые хранятся в фондах Российского этнографического музея.
Литовские патриоты видят в Гизевиусе такого же выдающегося деятеля для прусской Литвы, каким Довконт был для русских литовцев. Исследователи литво-славянских древностей находят в трудах Гизевиуса богатый этнологический и археологический материал, собранный ещё до 1848 года и имеющий перед нынешними остатками живой старины, по своей сравнительной давности, немалые преимущества. 
Перечень трудов Гизевиуса см. у Балтрамайтиса, «Литературная библиография».